# Борго Сан Лоренцо
Борго Сан Лоренцо (итал. Borgo San Lorenzo) је насеље у Италији у округу Фиренца, региону Тоскана.
Према процени из 2011. у насељу је живело 9716 становника. Насеље се налази на надморској висини од 193 м.

## Становништво
| 1931.  | 1936.  | 1951.  | 1961.  | 1971.  | 1981.  | 1991.  | 2001.  | 2011.  |
| ------ | ------ | ------ | ------ | ------ | ------ | ------ | ------ | ------ |
| 17.172 | 16.805 | 16.535 | 14.498 | 14.199 | 14.685 | 15.285 | 15.825 | 17.854 |